# Shyla Stylez
Amanda Friedland (rozená Auclair, 23. září 1982, Armstrong, Kanada – 9. listopad 2017, tamtéž), známá spíše pod přezdívkou Shyla Stylez, byla kanadská pornoherečka s německými kořeny.
V devatenácti letech se Amanda přestěhovala do Los Angeles, kde začala nejprve pracovat jako striptérka a později jako pornoherečka (v roce 2000 natočila svůj první film Slap Happy). Pracovala ve společnosti Jill Kelly Production, která však v roce 2005 zkrachovala. 23. září 2002 se vdala za Boba Friedlanda, se kterým se však v srpnu 2003, po 11 měsících manželství, rozešla.
Dne 9. listopadu 2017 byla Shyla nalezena mrtvá v domě své matky, která ji našla v posteli bez známek života. Příčina úmrtí není známá.